# Gorga (Italia)
Gorga è un comune italiano di 649 abitanti della città metropolitana di Roma Capitale nel Lazio.

## Geografia fisica

### Territorio
Nel territorio si eleva il Monte San Marino, del gruppo montuoso dei monti Lepini, la cui cima raggiunge i 1.387 metri sul livello del mare. L'area montana compresa nel comune, conosciuta anche come altopiano di Gorga si caratterizza geologicamente per la presenza di estesi e notevoli fenomeni carsici sia superficiali che profondi. Tra i più importanti spicca la grotta di Campo di Caccia, oggetto di una lunga campagna di esplorazioni e studio denominato progetto Lepinia. Attualmente la grotta è una delle più importanti della regione che con una profondità di circa 610 metri, ed è stata per molto anni la più profonda della regione Lazio, sorpassata nel 2006 a seguito delle esplorazioni del vicino Ouso di Passo Pratiglio (-840) sito sul medesimo altopiano ma in comune di Supino.

### Clima
- Classificazione climatica: zona E, 2547 GR/G

## Storia
Benché facente parte della città metropolitana di Roma il popolo gorgano è profondamente legato a una tradizione culturale della vicina provincia di Frosinone. Sin dalle origini il paese risentì della forte influenza di Anagni da cui dipese, oltre che culturalmente, anche militarmente.

## Società

### Evoluzione demografica
Abitanti censiti

### Etnie e minoranze straniere
Al 31 dicembre 2015 a Gorga risultano residenti 57 cittadini stranieri (8,03%), le nazionalità più rappresentate sono:
- Romania: 51 (7,18%)

## Amministrazione

### Altre informazioni amministrative
- Fa parte della XVIII Comunità dei Monti Lepini.